# Étienne Marc Quatremère

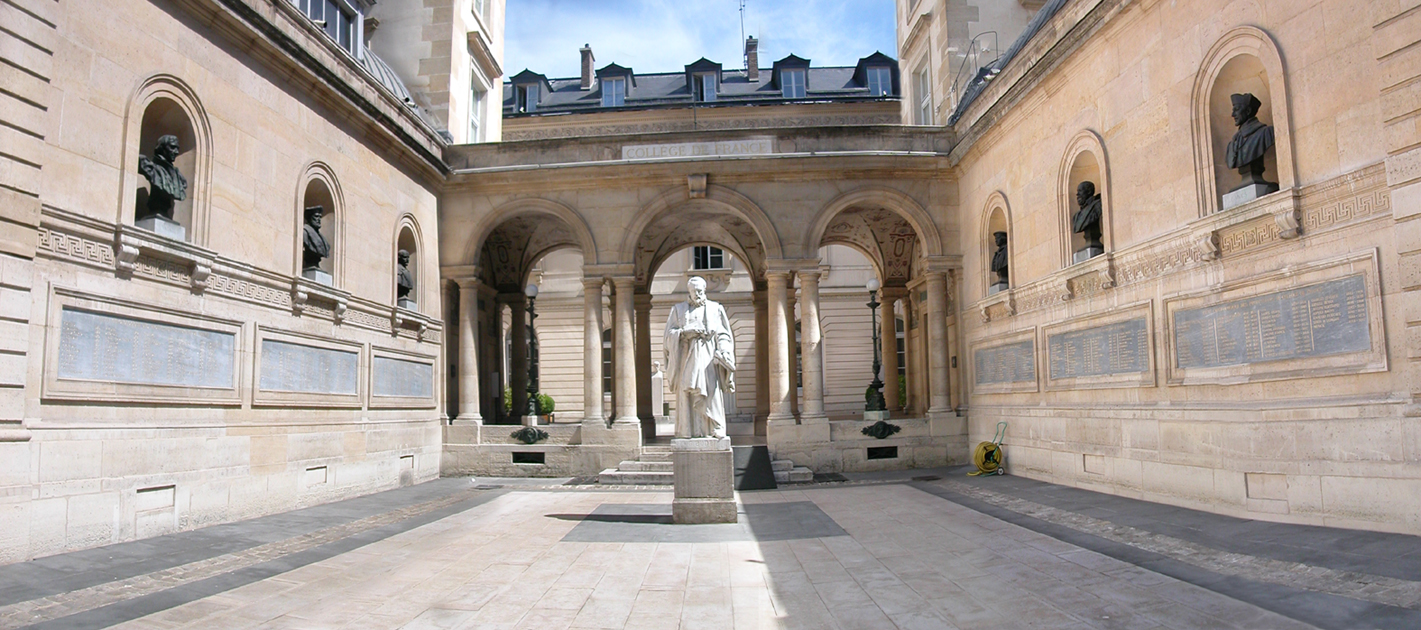
Collège de France in Paris

Étienne Marc Quatremère de Quincy (* 12. Juli 1782 in Paris; † 18. September 1857 ebenda) war ein französischer Orientalist.

## Leben
Quatremère stammte aus einer jansenitischen Familie; sein Vater wurde während der französischen Revolution ermordet.
Bei Silvestre de Sacy lernte Quatremère an der École speciale des langues orientales Arabisch.
Étienne Quatremère wurde nach zwei Jahren als Bibliothekar in der Handschriftenabteilung der Bibliothèque Impériale 1809 Professor der griechischen Literatur an der Fakultät zu Rouen, 1815 Mitglied der Académie des Inscriptions et Belles-Lettres und 1819 Professor der semitischen Sprachen am Collège de France zu Paris. 1812 wurde er korrespondierendes Mitglied der Preußischen, war von 1809 bis 1851 korrespondierendes Mitglied der Königlich Niederländischen Akademie der Wissenschaften und ab 1853 auswärtiges Mitglied der Bayerischen Akademie der Wissenschaften. Er starb am 18. September 1857.
Im darauffolgenden Jahr 1858 wurde die äußerst umfangreiche und wertvolle Bücher- und Handschriftensammlung Quatremères von der Münchner Hofbibliothek, der heutigen Bayerischen Staatsbibliothek, angekauft.

## Werke (Auswahl)
als Autor
- Recherches sur la langue et la littérature de l’Égypte. Paris 1808.
- Mémoires géographiques et historiques sur l’Égypte. Paris 1811. (2 Bde.)
- Observations sur quelques points de la geographie de l’Égypte. Paris 1812.
- Mélanges d’histoire et de philologie orientale. Paris 1861 (posthum hrsg. von Jules Barthélemy-Saint-Hilaire).

als Übersetzer
- Ahmad Al-Maqrīzī: Geschichte der Mamlucken in Ägypten. (1837–40, 4 Bände).
- Raschīd ad-Dīn: Geschichte der Mongolen („Collection orientale“). Paris 1837.